# Burg Altingen
Die Burg Altingen ist eine abgegangene mittelalterliche Burg im Ortsteil Altingen der Gemeinde Ammerbuch im Landkreis Tübingen in Baden-Württemberg.

## Geschichte
Die Burg Altingen gehörte im Jahr 1271 den Brüdern Wolvilin, Ulrich, Hugo, Heinrich und Symund von Nufringen, genannt Siler von Nufringen. Diese verkauften am 30. August 1271 ihren dort gelegenen Hof mit allen Rechten als ein von jeder Vogtei freies Eigentum durch die Hand des Grafen Rudolf von Tübingen, um 80 Pfund Heller an das Stift Sindelfingen.
Im 12. Jahrhundert nannten sich Edelfreie sowie Dienstleute der Markgrafen von Ronsberg nach Altingen. Von 1311 bis um 1400 lebte dort der Niederadel von Altingen. Die Oberhoheit wurde vermutlich von den Pfalzgrafen von Tübingen an die Grafen von Hohenberg abgegeben. Letztere verpfändeten das Dorf 1340 an die Herren von Ehingen, die 1348 die Hälfte an die Pfalzgrafen verkauften. 1350 kam es zur ersten Regelung des Kondominiums. Lösung des Ehinger Teils 1367 durch Hohenberg, 1381 Übergang an Österreich. Der pfalzgräfliche Teil ging 1382 mit der Herrschaft Herrenberg an Württemberg (Kammergut). Die Hoheitsrechte wurden fortan abwechselnd ausgeübt.

## Straßenname
Die nahe dem Rathaus im Ortskern von Ammerbuch-Altingen beginnende Burgstraße (Lage der Burgstraße) weist zwar auf die ehemalige Burg am nordwestlichen Dorfrand hin, die genaue Lage der Burg ist jedoch nicht bekannt.